# Ridderorden in Aragon
Het oude Koninkrijk Aragon werd door het huwelijk van Ferdinand van Aragon met Isabella van Castilië verenigd in wat Spanje werd. Aragon had in de middeleeuwen een aantal ridderorden. Er was een militaire orde die tegen de Moren vocht en er waren gemeenschappen van edelen.
- De Orde van de Omgekeerde Draak
- De Orde van de Ster
- De Orde van de Vaas
- De Militaire Orde van Onze Vrouwe van Genade
- De Orde van Onze Vrouwe van Genade
- De Orde van Sint-George van Alfama

De Orde van Sint-George van Alfama werd een onderdeel van de Militaire Orde van Onze Lieve Vrouwe van Montesa maar de andere Aragonese ridderorden raakten in vergetelheid.